# Sphex flavovestitus
Sphex flavovestitus là một loài côn trùng cánh màng trong họ Sphecidae, thuộc chi Sphex. Loài này được F. Smith miêu tả khoa học đầu tiên năm 1856.